# Gordon Brown
James Gordon Brown (Glasgow, 20. veljače 1951.), britanski laburistički političar koji je od 27. lipnja 2007. na dužnosti predsjednika Vlade. 
Bio je član Parlamenta za izborni krug Dunfermline East u Fifeu od 1983. do 2005., a nakon reorganizacije izbornih okruga u Škotskoj, danas u Parlamentu zastupa Kirkcaldy i Cowdenbeath.
Brown je vodio Blagajnu Njenog Veličanstva od svibnja 1997., što ga čini ministrom financija s najdužim mandatom od vremena Nicolasa Vansittarta (1812-1823).
Nakon što je 11. svibnja 2007. lansirao kampanju "Gordon Brown za Britaniju", on je 16. svibnja dobio 308 nominacija, čime je izabran za novog vođu Laburističke stranke. Temeljem toga je 27. lipnja 2007. zamijenio Tonyja Blaira, a Kraljica ga je pozvala da formira vladu.
11. svibnja 2010. službeno je dao ostavku na mjesto premijera i predsjednika Laburističke stranke. Na mjesto premijera naslijedio ga je konzervativac David Cameron. 